# 林桂 (陸軍軍人)
林 桂（はやし かつら、明治13年（1880年）11月15日 - 昭和36年（1961年）3月1日）は、日本の陸軍軍人。第5師団長、教育総監部本部長、陸軍省整備局長を歴任する。階級は陸軍中将で、昭和9年（1934年）勲一等旭日大綬章を受章する。

## 経歴
和歌山出身。林和太郎の長男。明治34年（1901年）11月22日陸軍士官学校を卒業する。13期生である林の同期には中村孝太郎陸軍大将や駐ソ連大使を務めた建川美次中将がいる。明治35年（1902年）6月23日に陸軍歩兵少尉に任官され、明治42年（1909年）陸軍大学校（21期）を卒業する。この時の卒業成績が優等として恩賜の軍刀を授かる。以後歩兵科将校として累進する。大正7年（1918年）4月11日陸軍大学校教官を経て大正11年（1922年）8月15日陸軍歩兵大佐に進み、大正12年（1923年）8月6日近衛歩兵第1連隊長に就任する。大正14年（1925年）5月1日には陸軍省軍務局軍事課長として軍の枢機に関わる。
昭和2年（1927年）7月26日少将任官と共に歩兵第1旅団長に移り、昭和3年（1928年）8月10日参謀本部第4部長に移る。第4部は内国戦史課と通称される第9課と外国戦史課と称される第10課で構成され、前任者は畑俊六であった。昭和4年（1929年）8月1日軍事調査委員長に移り、新聞班・調査班を統括する。昭和5年（1930年）8月1日小磯國昭の後を受けて陸軍省整備局長に就任し、3年に渡りこの職に在った。局長在任中の昭和7年（1932年）4月11日陸軍中将に進級し、昭和9年（1934年）3月5日教育総監部本部長に就任し、同4月29日勲一等旭日大綬章を受章する。昭和10年（1935年）12月2日第5師団長に親補される。昭和12年（1937年）3月1日待命となり同年3月29日予備役編入。林の後第5師団長は板垣征四郎・安藤利吉と続き、日中戦争で大陸各地を転戦する事となる。
予備役編入後は、1938年9月1日に発足した東亜研究所の理事に就任したほか、ヂーゼル自動車工業社長、日本自動車配給監査役を歴任した。
1947年（昭和22年）11月28日、公職追放仮指定を受けた。昭和36年（1961年）3月1日逝去。

## 栄典
位階
- 1908年（明治41年）4月10日 - 正七位[4]
- 1937年（昭和12年）4月28日 - 従三位[5]

勲章等
- 1940年（昭和15年）8月15日 - 紀元二千六百年祝典記念章[6]

## 親族
- 父 林和太郎（第三高等学校教授）[7]